# 索宁克人
索宁克人是曼德人下的一支族裔，分布于马里、毛里塔尼亚东南部、塞内加尔、冈比亚和几内亚东部以及富塔贾隆地区 。该民族主要操曼德语族下的索宁克语。
索宁克人是辉煌一时的加纳帝国的创建者。在该帝国覆灭后，索宁克人流散至非洲各地。
索宁克人早在公元10世纪左右就皈依伊斯兰教的逊尼派，是西非最早伊斯兰化的族裔之一。索宁克人的文化中保留有较多伊斯兰传统，如其婚礼仍遵循伊斯兰教义以及割礼 。目前，索宁克人的总人口超过200万人。

## 族名

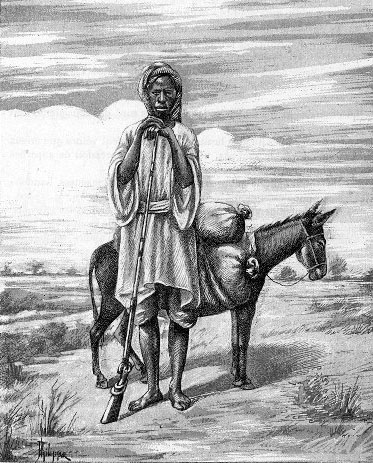
一名索宁克男子，绘于1890年

索宁克人的名称来源于其自称“Soninké”，但其他非洲族裔多会用截然不同的词语称呼该族。例如班巴拉人称其为“马拉卡”（Maraka）、曼丁哥人称其为“万加拉”（Wangara）、豪萨人称其为“万加拉瓦”（Wangarawa）、桑海人称其为“瓦科雷”（Wakoré）。在塞内冈比亚和富塔贾隆地区“索宁克”一词甚至带有贬义，本地人多以“塞拉胡雷”（Serakhulle）称呼索宁克人。

## 历史
索宁克人所生活的萨赫勒地区早在史前时代就有农牧业聚落存在。虽然尚无确凿证据表明这些遗址属于哪一族裔，但考古学者多认为这些聚落为索宁克人或是曼德人的祖先所造。
在索宁克口耳相传的历史中，其文明始祖名为卡雅·马甘·塞西，他的儿子迪亚巴·塞西建立了加纳帝国并定都昆比-萨拉赫。一些传说称此人来自于中东地区，另一传说则认为索宁克人的祖先来自于埃及的阿斯旺。然而，现代史学家一般认为所有称索宁克人起源于他处的传说均不可信，是受阿拉伯文化或是法国殖民者影响的产物。出土的考古学证据亦认为各曼德族裔均在史前时代就生活于萨赫勒地区，而非是自其他地区移居而来。
索宁克人是加纳帝国的建立者。该帝国建立于公元5世纪前后，在12世纪亡于穆斯林入侵者之手。在该帝国覆灭后，索宁克人流散至非洲各地，包括今日的马里、塞内加尔、冈比亚、尼日利亚东北部、加纳、科特迪瓦、布基纳法索和几内亚比绍等国。这一过程中一支在异族聚集地内经商的索宁克人逐渐演变成了今日的万加拉人。

## 人口分布

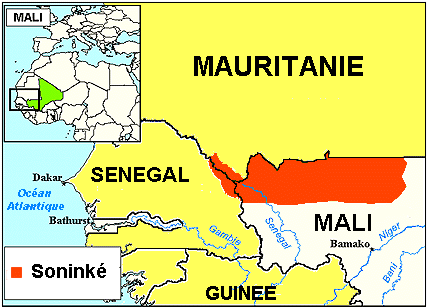
橙色为索宁克人的主要分布范围

时至今日，索宁克人已有超过200万人口，其中大部分生活于塞内加尔河上游以及塞内加尔、马里和毛里塔尼亚三国交界之处。此外，诸如达喀尔等非洲大城市中亦有索宁克人定居，这些人有的是近年的移民，还有一部分是法国殖民者于19世纪雇佣的索宁克雇佣兵之后裔。此外，在法国殖民统治时期许多索宁克人前往巴黎等法国城市务工，是为该国最早的穆斯林移民之一 。

## 宗教信仰
目前，绝大部分索宁克人信奉逊尼派马立克学派。其伊斯兰化始于其与马格里布等伊斯兰地区的贸易，而1076年摩洛哥穆拉比特王朝对西非的入侵亦加速了这一进程。

## 社会文化

### 种姓制度
索宁克社会高度崇尚集体主义，亦有森严的种姓制度。其社会分为三大阶层，分别是代表贵族的“胡鲁”、代表工匠的“尼亚科萨莫罗”和代表仆役的“科莫”，而每个阶层内部又可分为若干种姓：

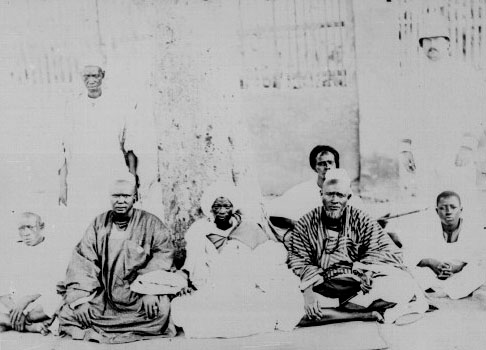
索宁克城镇巴克尔的统治者与其顾问们，摄于1887年

- 胡鲁阶层内部有四个种姓，其中“通卡-勒姆”种姓为索宁克社会的最高统治者，另外三个地位相对较低的种姓“曼古”、“穆蒂尼”和“尼亚-古姆”则分别对应着士兵、神职人员和地主。这些种姓均广受其他索宁克人尊敬，其中的尼亚-古姆阶层更会负责村庄日常的财务出纳工作[25]。

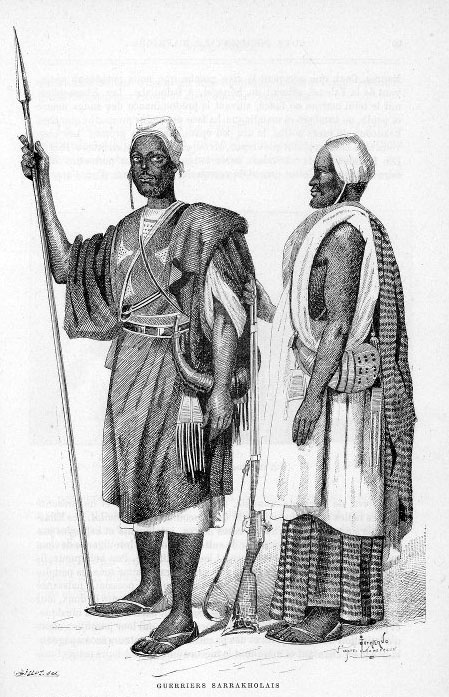
索宁克族的士兵，绘于1890年

- 尼亚科萨莫罗阶层内部有六个种姓，分别是“托戈”、“萨克”、“格瑟鲁”、“贾鲁”、“马布”和“加兰科”，分别对应金属匠、木匠、歌手、史官、陶匠和制革匠。部分地区可能还会有两个被称为“菲纳”和“塔加杜马”的种姓，这两个种姓是受雇于贵族家庭的音乐家和史官。其他阶层的索宁克人常迷信该阶层的工匠有超自然能力，如认为托戈可随意操控火焰，萨克能与树木交流，贾鲁则能在言语中注入魔法。因此民众往往对工匠有天然的畏惧感，故他们常负责调停日常冲突[25]。
- 科莫阶层是索宁克社会中最大的阶层，约三分之一的人口属于该阶层，而其中又可根据其社会地位分为两档。其中，“亚加拉富”种姓是聚落中统治者的仆役，有时也会担任顾问或是信使之类的工作[25]。他们的社会地位相对较高，主人也无法将其卖予他人。其余的奴隶则可被随意出售[27]。

史学家认为索宁克人的种姓制度始于13世纪，彼时精英阶层通过奴隶贸易和战争获得了大量奴隶，催生了最初始的社会阶级制度。

### 婚姻制度

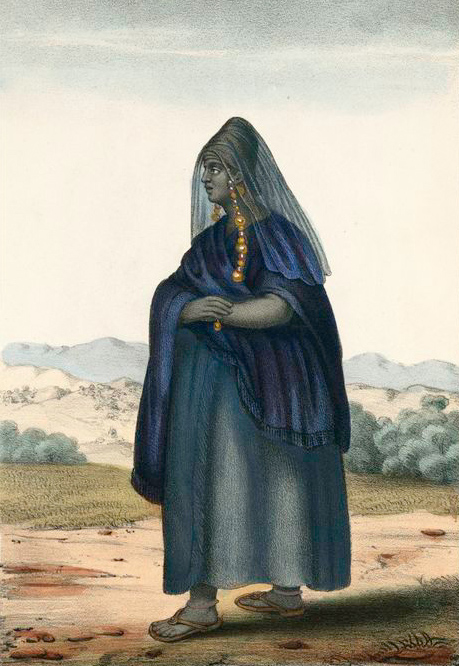
一名索宁克女子，绘于1853年

索宁克人的婚姻多遵从伊斯兰教法，父母往往会包办子女的婚姻。在索宁克社会中，人们常与表堂亲结婚，有观点认为这一传统最初的目的是保证财富不外流出宗族。双方父母在同意婚事后会先在清真寺举行订婚仪式，之后在婚礼前双方还会拟定一份协议以确定嫁妆多寡。索宁克人将跨越种姓的婚姻视为禁忌，唯一的例外是贵族男子可纳低种姓的女子为妾。

### 割礼
索宁克人中割礼仪式盛行，一般由金属匠主持。索宁克人亦因其推崇女性割礼而倍受争议。在一些禁止幼女割礼的国家如塞内加尔和毛里塔尼亚索宁克人的割礼行为仍屡见不鲜，且其频率高于沃洛夫人等邻近族裔。

### 饮食
索宁克人主要以稻米、大豆、杂谷、花生等为主食。